# Парламентские выборы в Бельгии (2014)
Парламентские выборы в Бельгии 2014 года состоялись 25 мая одновременно с выборами в Европейский парламент. Это были первые выборы, проведённые после воцарения короля Филиппа. На выборах были избраны 150 депутатов Палаты представителей. После государственной реформы 2010—2011 годов Сенат Бельгии стал собранием региональных парламентов и более не избирается прямым голосованием.

## Реформа избирательной системы
Предыдущие выборы 2010 года привели к победе националистической партии Новый фламандский альянс. Это усугубило политический кризис в Бельгии, начавшийся тремя годами ранее. Попытки сформировать новую правящую коалицию продолжались рекордные 541 дней. Только в начале декабря 2011 года участники переговоров согласовали проведение шестой в истории Бельгии государственной реформы, после чего наконец-то удалось завершить формирование нового правительства.
Реформа предусматривала ликвидацию двуязычного избирательного округа Брюссель-Халле-Вилворде, окружающего Брюссель, выборы в котором постоянно вызывали споры и конфликты; теперь каждая провинция и федеральная столица получили свои собственные избирательные округа; Сенат из органа избираемого прямым голосованием избирателей стал собранием региональных парламентов; срок полномочий депутатов нижней палаты увеличили с 4-х лет до 5; дата выборов в бельгийский парламент отныне будет совпадать с датой выборов в Европейский парламент. На тот момент очередные выборы в Европарламент уже были запланированы на 22—25 мая 2014 года..

## Избирательная кампания
Темы кампании в значительной степени были сосредоточены на решении социально-экономических проблем: создание новых рабочих мест и уменьшение безработицы, налоговая реформа, пенсионное обеспечение и т. п. Эта кампания также стала беспрецедентной по количеству программ политических партий. Например, Новый фламандский альянс представил свой «V план», а Христианские демократы и фламандцы — «3D план».
За неделю до дня выборов, во время поездки во Францию, внезапно умер бывший премьер-министр страны Жан-Люк Дехане (партия Христианские демократы и фламандцы). В связи с этим политические партии приостановили свою агитацию на несколько дней.

### Стрельба в Еврейском музее
24 мая, за день до выборов, произошла стрельба в Еврейском музее в Брюсселе, в результате которой погибли три человека. Депутат бельгийского парламента Лоран Луи, позиционирующий себя как антисионист, предположил, что нападение могло быть предпринято с целью дискредитировать его самого и возглавляемую им политическую партию («Вставайте, бельгийцы») накануне выборов.

## Политические партии

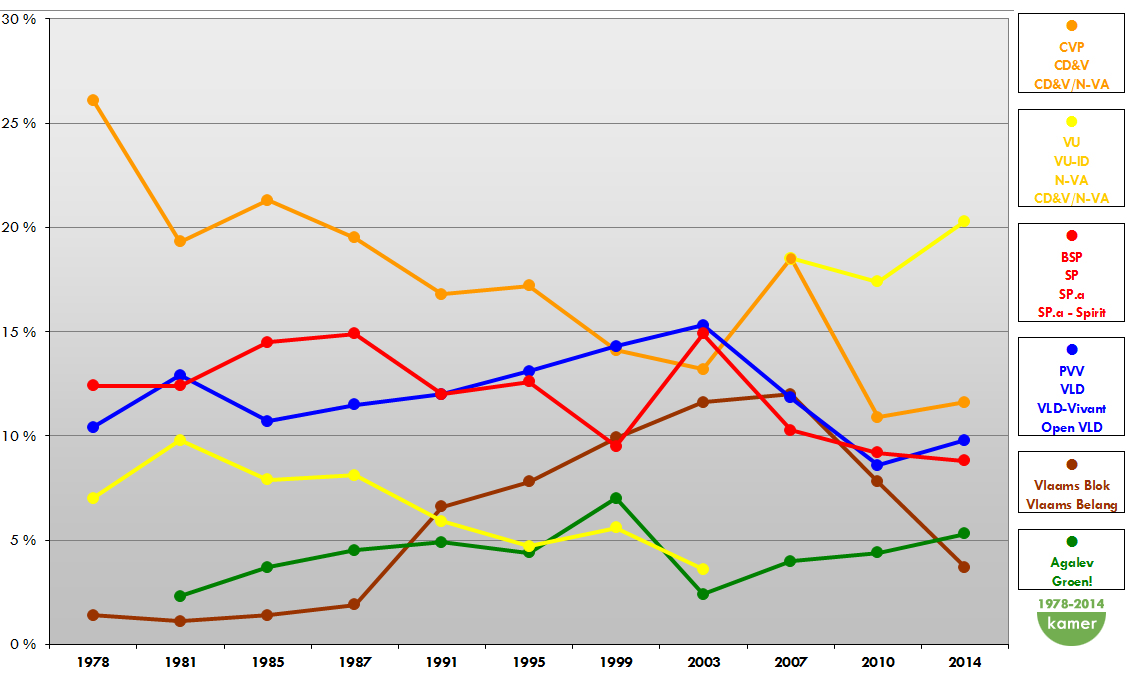
Результаты выборов в Палату представителей 6 основных фламандских политических партий (1978 to 2014).

### Ситуация после выборов 2010 года
В 2010 году десять партий получили места в обеих палатах бельгийского парламента: Христианские демократы и фламандцы, Гуманистический демократический центр, Социалистическая партия (Фландрия), Социалистическая партия (Французское сообщество Бельгии), Открытые фламандские либералы и демократы, Реформаторское движение, «Зелёные!», Эколо, Новый фламандский альянс и «Фламандский интерес». Кроме того, в Палату представителей были избраны по одному депутату от Народной партии и партии «Либертэр». Позднее Франкофонные демократические федералисты вместе с 3 членами Палаты представителей отделились от партии Реформаторское движение, независимыми стали член парламента от Народной партии, а также сенатор и депутат нижней палаты от партии «Фламандский интерес». Таким образом, весной 2014 года в обеих палатах парламента были представлены десять партии, кроме того, ещё две имели в своих рядах членов Палаты представителей.
Большинство бельгийских партий работают не по всей стране, а только в голландско- или франкоязычных округах. Так, избиратели провинций Антверпен, Восточная Фландрия, Фламандский Брабант, Лимбург или Западная Фландрия могут голосовать только за Христианских демократов и фламандцев, «Зелёные!», Новый фламандский альянс, фламандских либералов/демократов, фламандских социалистов и «Фламандский интерес», а также несколько небольших общебельгийских партий, таких как Бельгийский союз или маоистская Партия труда Бельгии. В провинциях Эно, Льеж, Люксембург, Намюр и Валлонский Брабант избиратели могут голосовать только за гуманистических демократов, Эколо, реформистов и франкоязычных социалистов, а также несколько небольших общебельгийских партий.
В провинции Льеж немецкоязычные Христианско-социальная партия, зелёные, социалисты, а также Партия свободы и прогресса участвуют в выборах совместно с франкоязычными единномышленниками. Таким образом, политики Христианско-социальной партии баллотрируются по списку Гуманистического демократического центра, Партии свободы и прогресса по списку Реформистского движения, зелёные по списку Ecolo списке, социалисты по списку франкоязычной Соцпартии. Ещё две немецкоязычные партии («За немецкоговорящее сообщество» и «Виван») не представили списков из-за отсутствия шансов получить место в парламенте.
В избирательном округе Брюссель-столица, Эколо и «Зелёные!» сформировали единый список под названием Эколо..
«Либертэр» представила список своих кандидатов в только Западной Фландрии. Франкофонные демократические федералисты представили список во всех избирательных округах Валлонии, в Брюссель-столица и во Фламандском Брабанте. Партия труда Бельгии представила список во всех одиннадцати округах Бельгии, что сделало её одной из немногих партий, которые представлены по всей Бельгии.

## Основные участники

### Голландскоязычные округа
- Христианские демократы и фламандцы (во всех 6 округах: Антверпен, Восточная Фландрия, Фламандский Брабант, Лимбург, Западная Фландрия и столичный регион Брюссель);
- «Фламандский интерес» (во всех 6 округах);
- «Зелёные!» (в 5 округах, в Брюсселе кандидаты партии включены в список партии Эколо);
- Новый фламандский альянс (во всех 6 округах);
- Открытые фламандские либералы и демократы (в 5 округах, кроме Брюсселя);
- Социалистическая партия — Другие (во всех 6 округах);
- Партия труда Бельгии (во всех 6 округах);
- Бельгийский союз (в 5 округах, кроме Лимбурга);
- Пиратская партия (в 3 округах — Антверпене, Восточной Фландрии и Лимбурге);
- «Либертэр» (только в Западной Фландрии).

### Франкоязычные округа
- Гуманистический демократический центр (во всех 6 округах: Эно, Льеж, Люксембург, Намюр, Валлонский Брабант и столичный регион Брюссель);
- Франкофонные демократические федералисты (во всех 6 округах);
- Эколо (во всех 6 округах);
- Реформаторское движение (во всех 6 округах);
- Социалистическая партия (во всех 6 округах);
- Партия труда Бельгии (во всех 6 округах);
- Бельгийский союз (в 5 округах, кроме Люксембурга);
- Пиратская партия (в 2 округах — Эно и Льеже).

## Опросы общественного мнения
Результаты опросов общественного мнения, как правило, публикуются отдельно для каждого из трёх бельгийских регионов (Фландрия, Валлония и Брюссель). В данном случае они объединены.
| Дата             | Газета                     | НФА    | СП     | ХДиФ   | РД     | СП-Д  | ОФЛиД | ФИ-ФЛНТП | ГДЦ   | Эколо | Зелёные! | Другие |
| ---------------- | -------------------------- | ------ | ------ | ------ | ------ | ----- | ----- | -------- | ----- | ----- | -------- | ------ |
| 15 апреля 2014   | La Libre Belgique          | 20,6 % | 10,2 % | 10,7 % | 8,4 %  | 8,5 % | 8,7 % | 6,4 %    | 3,7 % | 3,9 % | 4,9 %    | 14,0 % |
| 11 октября 2013  | De Standaard               | 17,6 % | —      | 12,0 % | —      | 8,4 % | 8,7 % | 6,7 %    | —     | —     | 6,3 %    | 40,4 % |
| 6 сентября 2013  | La Libre Belgique          | 22,3 % | 10,8 % | 10,9 % | 8,8 %  | 7,6 % | 7,5 % | 7,2 %    | 4,7 % | 4,7 % | 4,4 %    | 11,2 % |
| 1 сентября 2013  | Le Soir                    | 19,3 % | 11,3 % | 10,8 % | 8,7 %  | 8,0 % | 8,9 % | 7,5 %    | 4,5 % | 4,3 % | 4,0 %    | 12,5 % |
| 16 июня 2013     | Le Soir                    | 22,0 % | 10,5 % | 9,9 %  | 8,3 %  | 8,7 % | 8,3 % | 5,9 %    | 4,6 % | 4,7 % | 4,8 %    | 12,1 % |
| 25 мая 2013      | La Libre Belgique          | 20,6 % | 10,2 % | 10,0 % | 8,9 %  | 8,9 % | 8,1 % | 8,1 %    | 4,7 % | 5,4 % | 4,1 %    | 11,0 % |
| 25 мая 2013      | De Standaard               | 20,2 % | —      | 10,9 % | —      | 9,3 % | 6,4 % | 6,7 %    | —     | —     | 6,0 %    | 40,5 % |
| 24 марта 2013    | Le Soir                    | 21,2 % | 11,8 % | 10,5 % | 8,6 %  | 8,6 % | 7,8 % | 6,6 %    | 5,0 % | 4,4 % | 4,9 %    | 10,7 % |
| 16 марта 2013    | Het Laatste Nieuws         | 21,0 % | —      | 9,4 %  | —      | 8,5 % | 7,5 % | 7,0 %    | —     | —     | 5,2 %    | 41,4 % |
| 22 февраля 2013  | La Libre Belgique          | 24,3 % | 10,8 % | 8,8 %  | 9,0 %  | 9,3 % | 6,2 % | 4,2 %    | 4,6 % | 4,7 % | 5,4 %    | 12,7 % |
| 14 октября 2012  | Провинциальные выборы 2012 | 18,0 % | 11,7 % | 13,5 % | 10,2 % | 8,6 % | 9,2 % | 5,6 %    | 6,2 % | 4,8 % | 5,3 %    | 6,7 %  |
| 14 сентября 2012 | De Standaard               | 22,6 % | —      | 11,5 % | —      | 9,0 % | 6,7 % | 5,9 %    | —     | —     | 4,9 %    | 39,4 % |
| 10 июня 2010     | Парламентские выборы 2010  | 17,4 % | 13,7 % | 10,8 % | 9,3 %  | 9,2 % | 8,6 % | 7,8 %    | 5,5 % | 4,8 % | 4,4 %    | 8,4 %  |

## Результаты выборов
Среди фламандских партий наибольшие потери понесли «Фламандский интерес» и «Либертэр», потерявшие более половины своих избирателей, которые в большинстве своём предпочли проголосовать за Новый фламандский альянс, увеличивший представительство в нижней палате парламента более чем на 20 % и подтвердивший статус крупнейшей партии Бельгии. Меньше голосов чем на предыдущих выборах получили и фламандские социалисты, в то же время они смогли сохранить свои мандаты. Христианские демократы, фламандские либерал/демократы, а также «Зелёные!» смогли немного улучшить свои позиции.
Среди франкоязычных партий наименее успешно выступили социалисты и Эколо, потерявшие часть своих мест в нижней палате, в то время как Гуманистический демократический центр, хоть и получил меньше голосов, сумел сохранить своё представительство. Из крупных партий французского сообщества Бельгии удачнее всех выступило Реформаторское движение, сумевшее и привлечь новых избирателей и увеличить число мандатов. Франкофонные демократические федералисты, для которых это были первые выборы, смогли завоевать 2 места в Палате представителей.
Из общебельгийских партий наиболее успешно выступила Партия труда Бельгии, за которую проголосовало в 2,4 раза больше избирателей чем на предыдущих выборах, что позволило ей впервые в своей истории войти в парламент. Народная партия, хоть и смогла получить больше голосов чем в 2010 году, всего лишь сохранила своё 1 место в Палате представителей.

### Таблица результатов выборов
В таблице вначале указан % голосов от всех избирателей Бельгии, затем % голосов от франкоязычных избирателей для франкоязычных партий или от голландскоязычных избирателей для голландскоязычных партий.
| Партия                                    | Оригинальное название                                                               | Голоса    | %     | %         | Места | Изменения |
| ----------------------------------------- | ----------------------------------------------------------------------------------- | --------- | ----- | --------- | ----- | --------- |
| Новый фламандский альянс                  | нидерл. Nieuw-Vlaamse Alliantie, N-VA                                               | 1 366 414 | 20,26 | 32,22     | 33    | ▲6        |
| Социалистическая партия                   | фр. Parti Socialiste, PS                                                            | 787 165   | 11,67 | 31,43     | 23    | ▼3        |
| Христианские демократы и фламандцы        | нидерл. Christen-Democratisch en Vlaams, CD&V                                       | 783 060   | 11,61 | 18,47     | 18    | ▲1        |
| Открытые фламандские либералы и демократы | нидерл. Open Vlaamse Liberalen en Democraten, Open Vld                              | 659 582   | 9,78  | 15,55     | 14    | ▲1        |
| Реформаторское движение                   | фр. Mouvement Réformateur, MR                                                       | 650 290   | 9,64  | 25,96     | 20    | ▲2        |
| Социалистическая партия — Другие          | нидерл. Socialistische Partij Anders, sp.a                                          | 595 486   | 8,83  | 14,04     | 13    | ▬         |
| «Зелёные!»                                | нидерл. Groen                                                                       | 358 947   | 5,32  | 8,46      | 6     | ▲1        |
| Гуманистический демократический центр     | фр. Centre démocrate humaniste, cdH                                                 | 336 281   | 4,99  | 13,43     | 9     | ▬         |
| Партия труда Бельгии                      | фр. Parti du Travail de Belgique, PTB нидерл. Partij van de Arbeid van België, PVDA | 251 289   | 3,72  | 5,31 3,24 | 2     | ▲2        |
| «Фламандский интерес»                     | нидерл. Vlaams Belang, VB                                                           | 247 746   | 3,67  | 5,84      | 3     | ▼9        |
| Эколо                                     | фр. Ecolo                                                                           | 222 551   | 3,30  | 8,89      | 6     | ▼2        |
| Франкофонные демократические федералисты  | фр. Fédéralistes Démocrates Francophones, FDF                                       | 121 403   | 1,80  | 4,85      | 2     | новая     |
| Народная партия Бельгии                   | фр. Parti populaire, PP нидерл. Personenpartij, PP                                  | 102 599   | 1,51  | 4,10      | 1     | ▬         |
| «Либертэр»                                | нидерл. Libertair, Direct, Democratisch, LDD                                        | 28 414    | 0,42  | 1,88      | 0     | ▼1        |
| Другие                                    |                                                                                     | 233 805   | 3,47  | —         | 0     | ▬         |
| Недействительные голоса                   |                                                                                     | 412 439   | 5,76  | -         | -     |           |
| Всего                                     |                                                                                     | 7 157 498 | 100   |           | 150   |           |
| Зарегистрировано избирателей/Явка         |                                                                                     | 8 001 278 | 89,45 |           | ▲0,23 |           |

Источник: Federal Portal − Chamber Elections 2014 Архивная копия от 7 ноября 2020 на Wayback Machine.

### Итоги выборов по округам
| Голландскоязычные округа | Голландскоязычные округа | Голландскоязычные округа | Голландскоязычные округа | Голландскоязычные округа | Голландскоязычные округа | Голландскоязычные округа | Голландскоязычные округа | Голландскоязычные округа | Голландскоязычные округа | Голландскоязычные округа | Голландскоязычные округа | Голландскоязычные округа | Голландскоязычные округа | Голландскоязычные округа | Голландскоязычные округа | Двуязычные округ | Двуязычные округ | Двуязычные округ |
| Партия                   | Антверпен                | Антверпен                | Антверпен                | Восточная Фландрия       | Восточная Фландрия       | Восточная Фландрия       | Фламандский Брабант      | Фламандский Брабант      | Фламандский Брабант      | Лимбург                  | Лимбург                  | Лимбург                  | Западная Фландрия        | Западная Фландрия        | Западная Фландрия        | Брюссель         | Брюссель         | Брюссель         |
| Партия                   | Голоса                   | %                        | Места                    | Голоса                   | %                        | Места                    | Голоса                   | %                        | Места                    | Голоса                   | %                        | Места                    | Голоса                   | %                        | Места                    | Голоса           | %                | Места            |
| ------------------------ | ------------------------ | ------------------------ | ------------------------ | ------------------------ | ------------------------ | ------------------------ | ------------------------ | ------------------------ | ------------------------ | ------------------------ | ------------------------ | ------------------------ | ------------------------ | ------------------------ | ------------------------ | ---------------- | ---------------- | ---------------- |
| НФА                      | 449 531                  | 39,38                    | 11                       | 306 309                  | 31,03                    | 6                        | 192 698                  | 28,37                    | 5                        | 174 030                  | 31,39                    | 5                        | 230 265                  | 28,50                    | 6                        | 13 240           | 2,65             | 0                |
| ХДиФ                     | 183 636                  | 16,09                    | 4                        | 177 178                  | 17,95                    | 4                        | 112 251                  | 16,53                    | 3                        | 125 962                  | 22,72                    | 3                        | 175 669                  | 21,74                    | 4                        | 8193             | 1,64             | 0                |
| ОФЛиД                    | 116 892                  | 10,24                    | 2                        | 178 911                  | 18,12                    | 4                        | 170 128                  | 25,05                    | 4                        | 68 713                   | 12,39                    | 2                        | 111 388                  | 13,79                    | 2                        | 13 294           | 2,66             | 0                |
| СП-д                     | 132 096                  | 11,57                    | 3                        | 131 607                  | 13,33                    | 3                        | 81 254                   | 11,96                    | 2                        | 98 194                   | 17,71                    | 2                        | 142 406                  | 17,63                    | 3                        | 9633             | 1,93             | 0                |
| «Зелёные!»               | 112 477                  | 9,85                     | 2                        | 90 144                   | 9,13                     | 2                        | 59 096                   | 8,70                     | 1                        | 33 244                   | 6,00                     | 0                        | 63 657                   | 7,88                     | 1                        | Эколо            | Эколо            | Эколо            |
| «ФИ»                     | 79 852                   | 7,00                     | 2                        | 61 523                   | 6,23                     | 1                        | 28 857                   | 4,25                     | 0                        | 34 020                   | 6,14                     | 0                        | 38 232                   | 4,73                     | 0                        | 5165             | 1,03             | 0                |
| ПТБ                      | 51 638                   | 4,52                     | 0                        | 26 294                   | 2,66                     | 0                        | 12 664                   | 1,86                     | 0                        | 14 253                   | 2,57                     | 0                        | 13 397                   | 1,66                     | 0                        | РПБ-«Вперёд»!    | РПБ-«Вперёд»!    | РПБ-«Вперёд»!    |
| Всего                    | 1 141 541                | 100                      | 24                       | 987 205                  | 100                      | 20                       | 679 125                  | 100                      | 15                       | 554 454                  | 100                      | 12                       | 807 929                  | 100                      | 16                       |                  |                  |                  |
| Франкоязычные округа     | Франкоязычные округа     | Франкоязычные округа     | Франкоязычные округа     | Франкоязычные округа     | Франкоязычные округа     | Франкоязычные округа     | Франкоязычные округа     | Франкоязычные округа     | Франкоязычные округа     | Франкоязычные округа     | Франкоязычные округа     | Франкоязычные округа     | Франкоязычные округа     | Франкоязычные округа     | Франкоязычные округа     | Двуязычный округ | Двуязычный округ | Двуязычный округ |
| Партия                   | Эно                      | Эно                      | Эно                      | Льеж                     | Льеж                     | Льеж                     | Люксембург               | Люксембург               | Люксембург               | Намюр                    | Намюр                    | Намюр                    | Валлонский Брабант       | Валлонский Брабант       | Валлонский Брабант       | Брюссель         | Брюссель         | Брюссель         |
| Партия                   | Голоса                   | %                        | Места                    | Голоса                   | %                        | Места                    | Голоса                   | %                        | Места                    | Голоса                   | %                        | Места                    | Голоса                   | %                        | Места                    | Голоса           | %                | Места            |
| СП                       | 303 085                  | 41,04                    | 9                        | 187 934                  | 30,00                    | 5                        | 37 373                   | 22,02                    | 1                        | 83 361                   | 27,83                    | 2                        | 51 359                   | 21,.41                   | 1                        | 124 053          | 24,86            | 5                |
| РД                       | 153 304                  | 20,76                    | 5                        | 158 062                  | 25,23                    | 5                        | 41 346                   | 24,36                    | 1                        | 84 788                   | 28,31                    | 2                        | 97 741                   | 40,75                    | 3                        | 115 049          | 23,05            | 4                |
| ГДЦ                      | 76 812                   | 10,40                    | 2                        | 81 789                   | 13,05                    | 2                        | 56 702                   | 33,41                    | 2                        | 48 135                   | 16,07                    | 1                        | 26 335                   | 10,98                    | 0                        | 46 508           | 9,32             | 2                |
| Эколо                    | 43 489                   | 5,89                     | 1                        | 56 902                   | 9,08                     | 1                        | 13 471                   | 7,94                     | 0                        | 29 186                   | 9,74                     | 1                        | 27 356                   | 11,40                    | 1                        | 52 147           | 10,45            | 2                |
| ПТБ                      | 38 194                   | 5,17                     | 1                        | 50 609                   | 8,08                     | 1                        | 4003                     | 2,36                     | 0                        | 14 559                   | 4,86                     | 0                        | 6449                     | 2,69                     | 0                        | 19 142           | 3,84             | 0                |
| ФДФ                      | 14 382                   | 1,95                     | 0                        | 13 917                   | 2,22                     | 0                        | 2811                     | 1,66                     | 0                        | 8367                     | 2,79                     | 0                        | 11 198                   | 4,67                     | 0                        | 55 323           | 11,08            | 2                |
| НПБ                      | 32 158                   | 4,35                     | 0                        | 32 237                   | 5,15                     | 1                        | 6980                     | 4,11                     | 0                        | 13 029                   | 4,35                     | 0                        | 9544                     | 3,98                     | 0                        | 8651             | 1,73             | 0                |
| Всего                    | 738 496                  | 100                      | 18                       | 601 826                  | 100                      | 15                       | 169 719                  | 100                      | 4                        | 299 512                  | 100                      | 6                        | 239 869                  | 100                      | 5                        | 499 082          | 100              | 15               |

## Формирование правительства
27 мая 2014 года король Филипп поручил лидеру Нового фламандского альянса Барту Де Веверу провести переговоры с целью найти точки соприкосновения для формирования коалиционного правительства.
Наиболее вероятными вариантами правительственной коалиции считаются либо коалиция Нового фламандского альянса, христианских демократов Фландрии и Валлонии, а также фламандских и валлонских либералов, либо сохранение текущего правительства Элио Ди Рупо, в которое входят христианские демократы, либералы и социалисты. Последний вариант теперь имеет поддержку большинства среди фламандских партий, которой не было ранее. Первый вариант, с фламандскими националистами и без обеих соцпартий не будет иметь большинство среди франкоязычных партий. Поддержка большинство в каждой языковой группе не требуется, но считается предпочтительным политически.